# August Lass
August Lass (Tallinn, 16 augustus 1903 – aldaar, 27 november 1962) was een voetballer uit Estland die speelde als doelman gedurende zijn carrière. Hij kwam uit voor achtereenvolgens JK Kalev Tallinn en Tallinna JK. Lass overleed op 59-jarige leeftijd.

## Interlandcarrière
Lass speelde in totaal 21 interlands voor de nationale ploeg van Estland in de periode 1921–1928. Hij nam met zijn vaderland deel aan de Olympische Spelen in Parijs, en speelde daar in de voorronde tegen de Verenigde Staten. Estland verloor dat duel met 1-0, door een treffer van Andy Straden, waardoor de ploeg onder leiding van de Hongaarse bondscoach Ferenc Kónya naar huis kon.

## Erelijst
JK Kalev Tallinn
- Landskampioen

1923
 Tallinna JK
- Landskampioen

1926, 1928